# Torrent del Quirze
El Torrent del Quirze, és un torrent que discorre pel terme municipal de Bigues i Riells, al Vallès Oriental, al territori del poble de Riells del Fai. Es tracta d'un topònim romànic modern o contemporani: el torrent pren el nom d'un dels propietaris de les terres per les quals discorre.
Es forma a llevant d'el Margarit i dels Camps de Can Margarit, al Rieral, al nord-oest de Can Prat de la Riba i de Can Mas de Dalt, per la transformació del torrent de Can Pagès. Aquest lloc és al vessant sud-est del Turó d'en Vileu.
Davalla cap al sud-oest deixant a llevant Can Prat de la Riba i Can Mas de Dalt, al lloc on rep per l'esquerra el torrent de la Font de la Guilla, i a ponent Can Margarit, travessa la carretera BP-1432 i s'aboca en el Tenes al nord del Camp de Palau.